# ذي الحبشي (السدة)

تعديل مصدري - تعديل

ذي الحبشي هي إحدى قرى عزلة التويتي بمديرية السدة التابعة لمحافظة إب، بلغ تعداد سكانها 359 نسمة حسب تعداد اليمن لعام 2004.